# Windgutachten
Ein Windgutachten prognostiziert die mittlere Windgeschwindigkeit und den zu erwartenden Energieertrag für den Standort einer zu bauenden Windenergieanlage (WEA) über die zu erwartende zukünftige Betriebsdauer von bis zu 20 Jahren.
Grundlagen sind gemessene und berechnete Windverhältnisse, die Leistungskurve einer Windenergieanlage, Abschattungs- und Turbulenzeffekte, Nutzungseinschränkungen durch Vereisung, Schattenwurf und Lärmschutzregeln. Neben den reinen Windgutachten, in denen die Energieproduktion berechnet wird, gibt es ebenfalls gesonderte Gutachten zu Turbulenzen, Schattenwurf und Schallimmissionen. Unabhängige Windgutachten bilden bei Projektprüfungen (Due Diligence) eine Datengrundlage für die Bewertung zukünftiger Projekte.

## Methodik
Prinzipiell wird auf der Basis der Analyse gemessener und langzeitkorrelierter Winddaten der Vergangenheit angenommen, dass diese auch in der Zukunft mit einer gewissen Wahrscheinlichkeit wieder auftreten. Punktuell gemessene meteorologische Parameter (hauptsächlich Windgeschwindigkeit und Windrichtung) werden mittels geeigneter Modellierungsverfahren in ein räumliches Windfeld überführt.
Am Anfang steht die Begutachtung des zukünftigen Standortes. Mit Hilfe topographischer Karten (topographische Karten 1:25000) und einer Standortbesichtigung wird ein digitales Geländemodell für das Micrositing erstellt. Während die Rauigkeiten anhand der Karten und der Standortbesichtung meist in einem Umkreis von 20 bis 40 Kilometern digitalisiert werden, können die Höhenlinien aus GIS- oder SRTM-Daten erzeugt werden. Die direkte Umgebung muss wegen möglicher Abschattungs-Effekte detaillierter ermittelt werden. Gebäude, Straßen, Bäume, Gewässer, Hecken und weitere Windenergieanlagen gehören dazu. Es ist hier auch zu berücksichtigen, dass dies sich mit der Zeit wandelt und so ist zu empfehlen, dass Windgutachter und Auftraggeber sich über mögliche Änderungen in Bebauungsplänen abstimmen.
Für die Nachbildung der Luftströmungen werden verschiedene Möglichkeiten herangezogen. Zum einen ist es üblich, die Winddaten von Wetterstationen (bspw. des DWD) oder Windmessungen zu verwenden. Wichtig dabei ist die Langzeitkorrelation. Aufgearbeitete Daten müssen einen Zeitraum von mindestens 10 Jahren abbilden. Je länger dieser Zeitraum ist, desto zuverlässiger sind auch die Langzeitprognosen. Neben dieser Variante gibt es auch die Möglichkeit, Windgeschwindigkeiten über die Interpolation von Höhen- und Breitengraden und unter Berücksichtigung topographischer Gegebenheiten zu berechnen. Als Grundlagen dienen dabei eine Luftdruck-Datenbasis von Wetterstationen und Satellitendaten. Hierbei ist jedoch zu berücksichtigen, dass solche mesoskaligen Modelle schon aufgrund ihrer relativ geringen Auflösung mit sehr großen Unsicherheiten verbunden sind.
Im Rahmen bankfähiger Projektfinanzierungen sind Windgutachten in Deutschland gemäß den allgemein anerkannten Regeln der Technik zu erstellen. Dies umfasst in der Regel die Einhaltung der Technischen Richtlinie Teil 6 (TR6) der Fördergesellschaft Windenergie (FGW) sowie eine Akkreditierung nach DIN EN ISO/IEC 17025 durch eine nationale Akkreditierungsstelle wie die DAkkS.
Die Windverhältnisse am Referenzstandort werden über die mittlere Windgeschwindigkeit und zum anderen über die Energiedichte je nach Höhe über Grund beschrieben. Die Zusammensetzung der Anteile von Windgeschwindigkeitsintervallen wird mit der Weibull-Verteilung (A- & k-Parametern) beschrieben. Da in die Energieberechnung die Windgeschwindigkeit mit der 3. Potenz eingeht, ist es nicht nur wichtig zu wissen, wie hoch die mittlere Windgeschwindigkeit ist, sondern auch wie sich die gemessenen Windgeschwindigkeiten verteilen.
Gemäß dem Erneuerbare-Energien-Gesetz (EEG) sind die Verhältnisse freiangeströmter Windenergieanlagen zum Referenzertrag zu ermitteln. Mit der Bildung eines Windparks kommt es durch Abschattungen zu sog. Parkverlusten. Ebenfalls von Interesse sind die Turbulenzeffekte, die sich mit abnehmendem Abstand zu Hindernissen oder anderen WEAs erhöhen und die Lebensdauer der Rotorblätter verkürzen können.
Zur näheren Erläuterung der Herangehensweise zählt auch eine Unsicherheitsbetrachtung, bei der die einzelnen Analyseteile individuell betrachtet werden und ggf. auf hohe Unsicherheiten, wie berechnete Kennlinien, hingewiesen wird.

## Bedeutung für Finanzierung und Projektbewertung
Windgutachten sind ein zentrales Instrument zur wirtschaftlichen Bewertung von Windenergieprojekten, da sie die Grundlage für Investitionsentscheidungen und die Kreditvergabe durch finanzierende Banken bilden. Die prognostizierte Energieerzeugung – basierend auf Windmessungen, Strömungsmodellen und Unsicherheitsanalysen – bestimmt maßgeblich die Wirtschaftlichkeit eines Vorhabens. Um das Risiko von Fehleinschätzungen zu minimieren und die Plausibilität der Ertragsannahmen sicherzustellen, verlangen Banken in der Regel zwei unabhängige Gutachten für ein Projekt. Ohne mindestens ein solches bankfähiges Windgutachten ist die Realisierung größerer Windanlagen, insbesondere unter EEG-Förderbedingungen und in Bezug auf Projektfinanzierung, in der Regel nicht möglich.

## Bankenfähigkeit (Bankability)
Der Begriff „Bankenfähigkeit“ (englisch: Bankability) beschreibt im Zusammenhang mit Windgutachten die Eignung eines Gutachtens als verlässliche Entscheidungsgrundlage für Finanzierungsinstitutionen. Ein bankfähiges Gutachten muss so erstellt sein, dass es die technischen und wirtschaftlichen Risiken eines Windenergieprojekts nachvollziehbar und quantifizierbar darstellt. Dazu gehören eine belastbare Standortanalyse, eine realistische Energieertragsprognose und eine systematische Unsicherheitsbetrachtung, typischerweise mit statistischen Kenngrößen wie P50, P75 oder P90.
Ein zentrales Kriterium für die Bankenfähigkeit ist die Akkreditierung der erstellenden Gutachterstelle nach der internationalen Norm DIN EN ISO/IEC 17025. Nur Gutachten akkreditierter Stellen werden von Banken und Investoren in der Regel als Grundlage für Finanzierungsentscheidungen akzeptiert. Die Akkreditierung bestätigt, dass die technische Kompetenz, Verfahrenssicherheit und Qualitätskontrolle den international anerkannten Anforderungen entsprechen.
Banken und Investoren stützen ihre Risikoabschätzungen insbesondere auf konservative Ertragsszenarien wie den P90-Wert, um die Kapitaldienstfähigkeit eines Projekts zu bewerten – also die Wahrscheinlichkeit, dass mit den prognostizierten Erträgen laufende Verpflichtungen wie Zins und Tilgung erfüllt werden können. Die Bankenfähigkeit ist damit ein wesentlicher Baustein für die Projektfinanzierung in der Windenergiebranche.

## Akkreditierung durch DAkkS und Akkreditierung Austria
In Deutschland erfolgt die formale Akkreditierung von Windgutachterstellen durch die Deutsche Akkreditierungsstelle (DAkkS), in Österreich durch Akkreditierung Austria. Beide Einrichtungen prüfen die fachliche Kompetenz und Qualitätssicherung von Prüfstellen gemäß der internationalen Norm DIN EN ISO/IEC 17025, die allgemeine Anforderungen an Prüf- und Kalibrierlabore definiert.
Im Rahmen des Akkreditierungsprozesses wird unter anderem begutachtet, ob die jeweilige Stelle über geeignetes Fachpersonal, dokumentierte Verfahren, technische Ausrüstung sowie ein funktionierendes Qualitätsmanagementsystem verfügt. Grundlage für die fachliche Bewertung sind auch branchenspezifische Anforderungen wie die Technische Richtlinie 6 (TR6) der FGW. Nach erfolgreicher Begutachtung wird die Akkreditierung für einen definierten Geltungsbereich ausgesprochen und regelmäßig überwacht.
Sowohl die DAkkS als auch Akkreditierung Austria sind Vollmitglieder der International Laboratory Accreditation Cooperation (ILAC) und Unterzeichner des ILAC Mutual Recognition Arrangement (ILAC MRA). Dadurch ist gewährleistet, dass Gutachten akkreditierter Stellen auch international – insbesondere innerhalb der Europäischen Union – als gleichwertig anerkannt werden.

## Windgutachter in Deutschland
|    | Unternehmen                                                                | Website                                                                | Akkreditiert ab | Akkreditierende Körperschaft |
| 1  | 4Cast GmbH & Co. KG Team Windgutachten                                     | www.4-cast.de                                                          | 13.11.2024      | DAkkS                        |
| 2  | AL-PRO GmbH & Co. KG                                                       | www.al-pro.eu                                                          | 09.01.2023      | DAkkS                        |
| 3  | anemos Gesellschaft für Umweltmeteorologie mbH                             | www.anemos.de                                                          | 27.07.2023      | DAkkS                        |
| 4  | anemos-jacob GmbH                                                          | www.anemos-jacob.com                                                   | 16.10.2023      | DAkkS                        |
| 5  | Deutsche WindGuard Consulting GmbH                                         | www.windguard.de                                                       | 18.07.2022      | DAkkS                        |
| 6  | DNV Energy Systems Germany GmbH                                            | www.dnv.de                                                             | 17.07.2023      | DAkkS                        |
| 7  | enosite GmbH                                                               | www.eno-site.com                                                       | 12.06.2024      | DAkkS                        |
| 8  | EWS Consulting GmbH                                                        | www.ews-consulting.com                                                 | 26.04.2024      | Akkreditierung Austria       |
| 9  | Fichtner GmbH & Co. KG                                                     | www.fichtner.de                                                        | 15.04.2024      | DAkkS                        |
| 10 | GEO-NET Umweltconsulting GmbH                                              | www.geo-net.de                                                         | 10.10.2024      | DAkkS                        |
| 11 | IEL GmbH                                                                   | www.iel-gmbh.de                                                        | 06.09.2023      | DAkkS                        |
| 12 | Ingenieurbüro Dr.-Ing. Dieter Frey                                         | www.ing-buero-frey.de                                                  | 09.11.2023      | DAkkS                        |
| 13 | Ingenieurbüro Kuntzsch GmbH                                                | www.windgutachten.de                                                   | 23.07.2024      | DAkkS                        |
| 14 | menzio GmbH                                                                | www.menzio.de                                                          | 05.02.2021      | DAkkS                        |
| 15 | MeteoServ GbR                                                              | www.meteoserv.de                                                       | 21.12.2022      | DAkkS                        |
| 16 | Pavana GmbH                                                                | www.pavana-wind.com                                                    | 19.12.2024      | DAkkS                        |
| 17 | PLANkon                                                                    | www.plankon.net                                                        | 07.12.2020      | DAkkS                        |
| 18 | ProfEC Ventus GmbH                                                         | www.profec-ventus.com                                                  | 17.02.2025      | DAkkS                        |
| 19 | Ramboll Deutschland GmbH                                                   | www.ramboll.com                                                        | 16.07.2024      | DAkkS                        |
| 20 | renerco plan consult GmbH                                                  | www.renercoplanconsult.com                                             | 06.10.2023      | DAkkS                        |
| 21 | RSC GmbH                                                                   | www.rsc-wind.com                                                       | 07.05.2020      | DAkkS                        |
| 22 | SOWITEC development GmbH                                                   | www.sowitec-development.com                                            | 16.09.2024      | DAkkS                        |
| 23 | Tractebel Engineering GmbH                                                 | www.lahmeyer.de                                                        | 07.08.2020      | DAkkS                        |
| 24 | TÜV NORD EnSys GmbH & Co. KG                                               | www.tuev-nord.de                                                       | 17.09.2024      | DAkkS                        |
| 25 | TÜV SÜD Industrie Service GmbH                                             | www.tuvsud.com/de-de/branchen/energie/erneuerbare-energien/windenergie | 19.12.2022      | DAkkS                        |
| 26 | WIND-consult Ingenieurgesellschaft für umweltschonende Energiewandlung mbH | www.wind-consult.de                                                    | 14.03.2025      | DAkkS                        |
| 27 | windtest grevenbroich gmbH                                                 | www.windtest-nrw.de                                                    | 05.07.2024      | DAkkS                        |